# إيزي فريدمان
إيزي فريدمان (بالإنجليزية: Izzy Friedman)‏ هو عازف ساكسفون أمريكي، ولد في 25 ديسمبر 1903، وتوفي في 21 نوفمبر 1981 في لوس أنجلوس في الولايات المتحدة.

## وصلات خارجية
- إيزي فريدمان على موقع IMDb (الإنجليزية)
- إيزي فريدمان على موقع ميوزك برينز (الإنجليزية)
- إيزي فريدمان على موقع ميوزك برينز (الإنجليزية)
- إيزي فريدمان على موقع أول موفي (الإنجليزية)
- إيزي فريدمان على موقع قاعدة بيانات الأفلام السويدية (السويدية)
- إيزي فريدمان على موقع أول ميوزيك (الإنجليزية)
- إيزي فريدمان على موقع ديسكوغز (الإنجليزية)